# Anse de la pointe des tortues
Ne doit pas être confondu avec Pointe à Tortue.
L'anse de la pointe des tortues ou Anse des Tortues ou Les Trois Tortues est une baie située au lieu-dit Village sur la commune de Bouillante en Guadeloupe. 

## Géographie
La baie est située entre la pointe du Quesy et, au sud, la pointe des Trois Tortues. Au nord de la baie figure une seconde baie nommée Petite anse Duché, qui abrite la forêt domaniale du littoral de Petite anse Duché,. 
La baie est un petit port de pêche à la barque, contient un carbet et un restaurant et où se jette la ravine Duché. 
Le lieu est aussi un site de plongée.

## Galerie

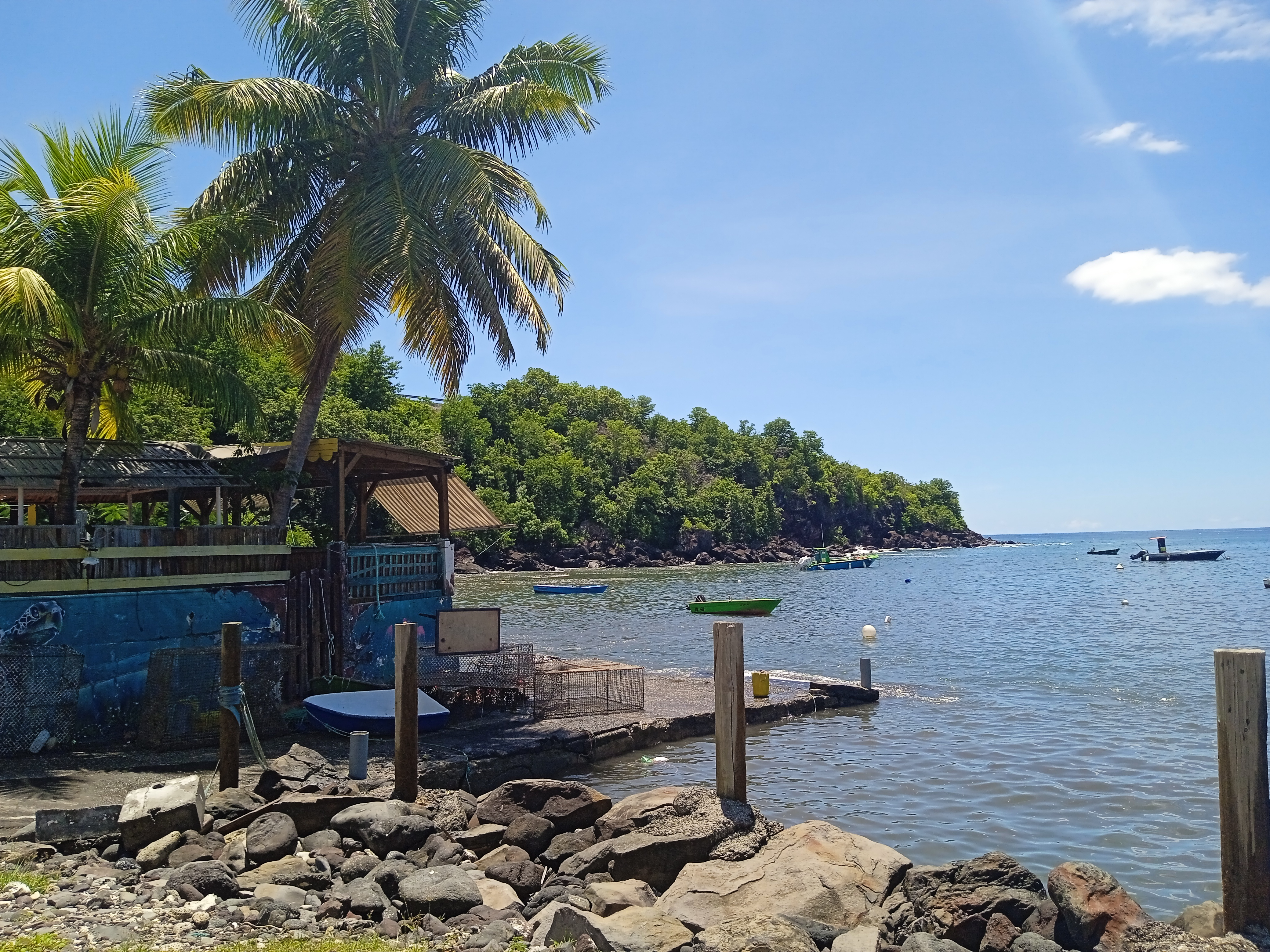
La Pointe des Trois Tortues.
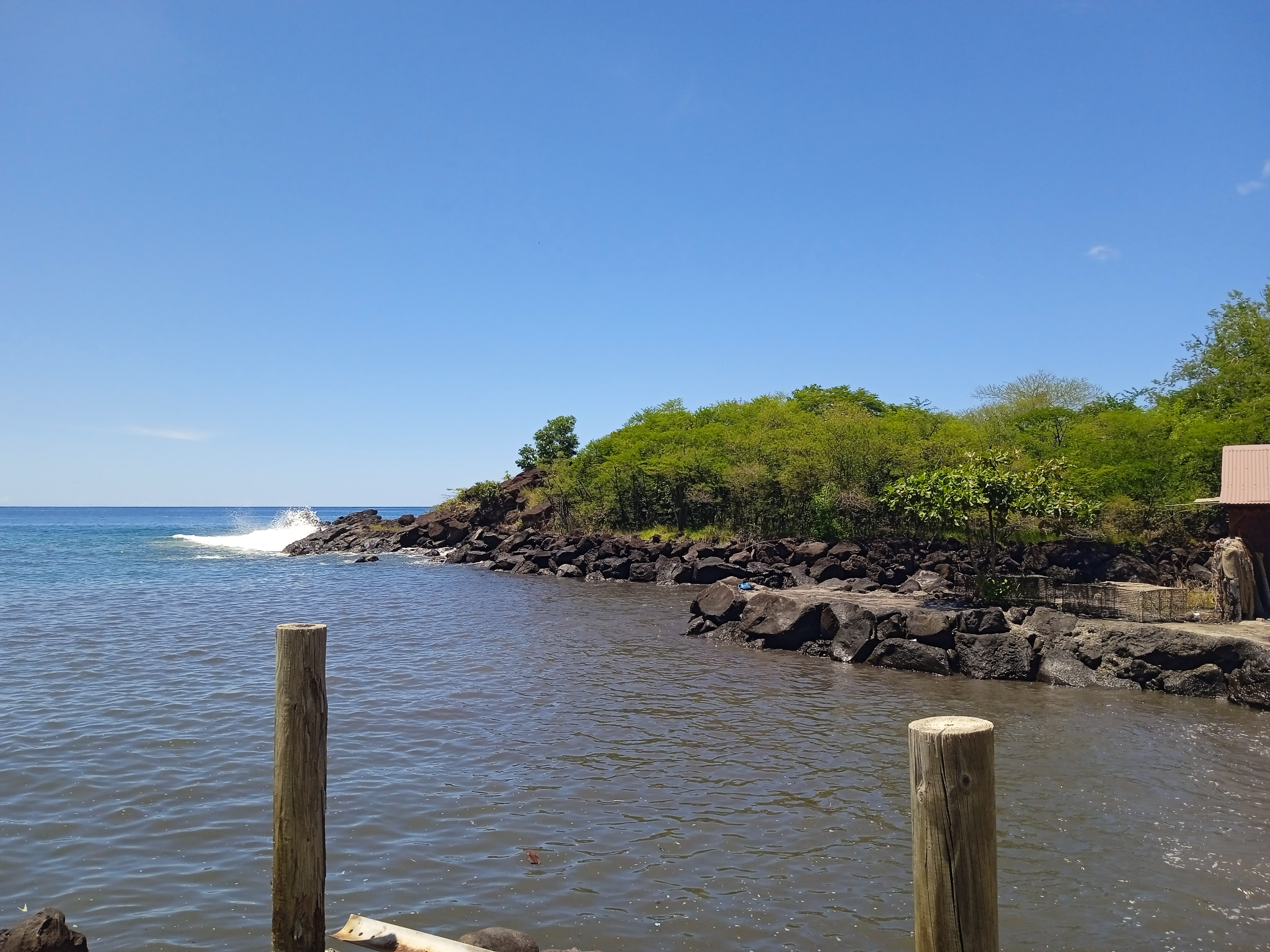
Petit cap séparant l'anse de la pointe des tortures de la petite anse Duché.
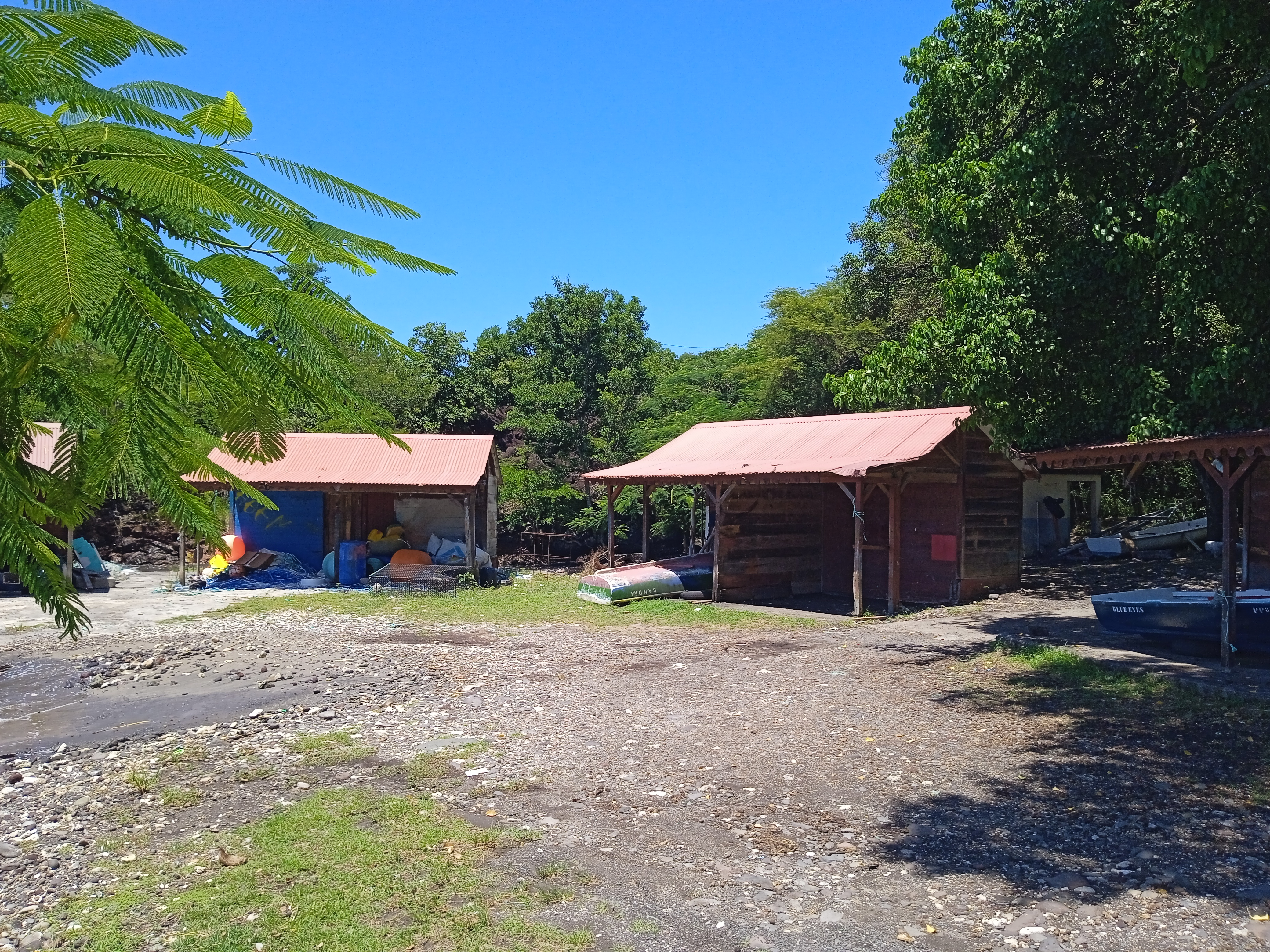
Cabanes de pêcheurs à l'anse de la pointe des tortues.
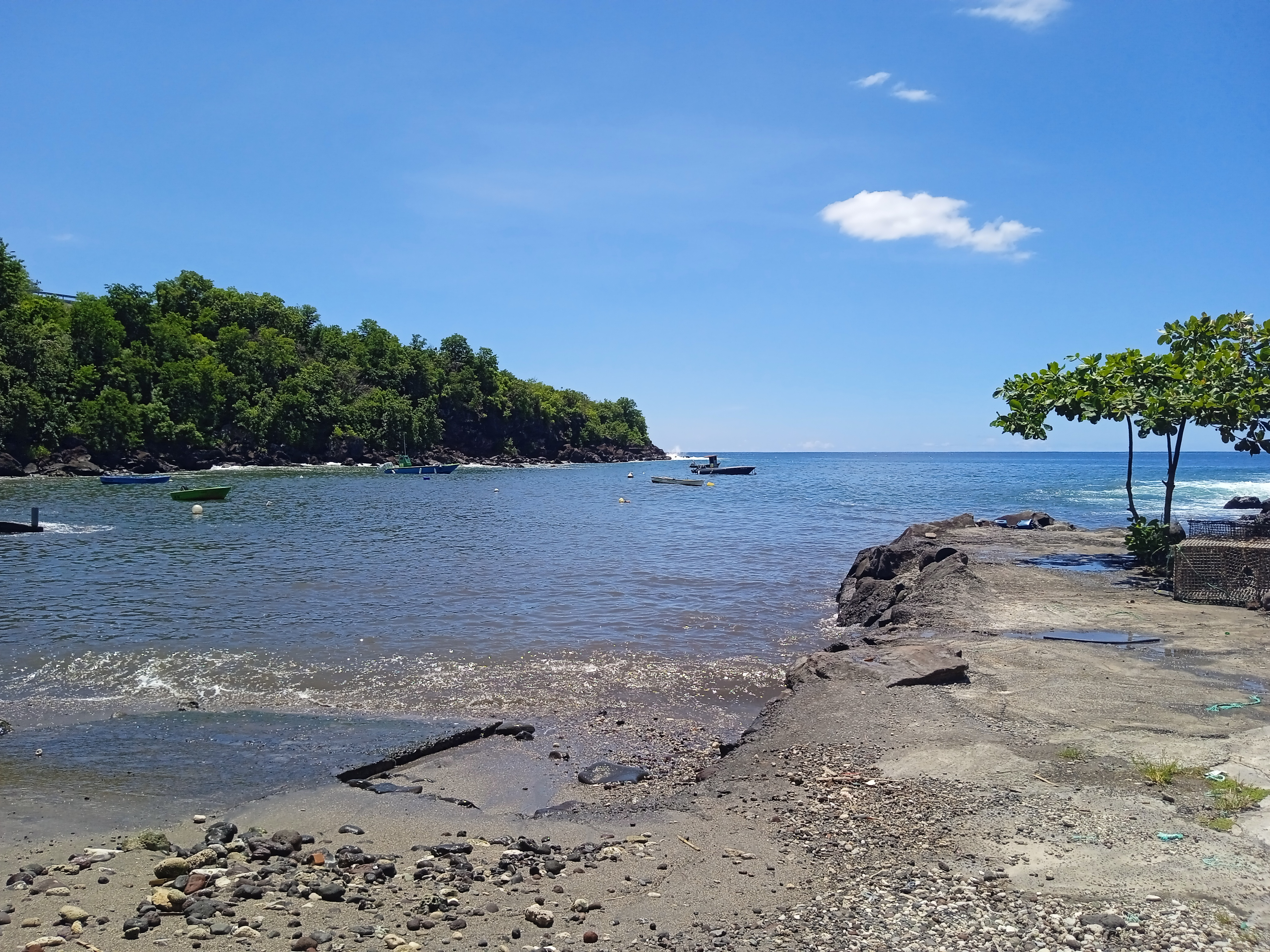
Anse de la pointe des tortues (vue générale).
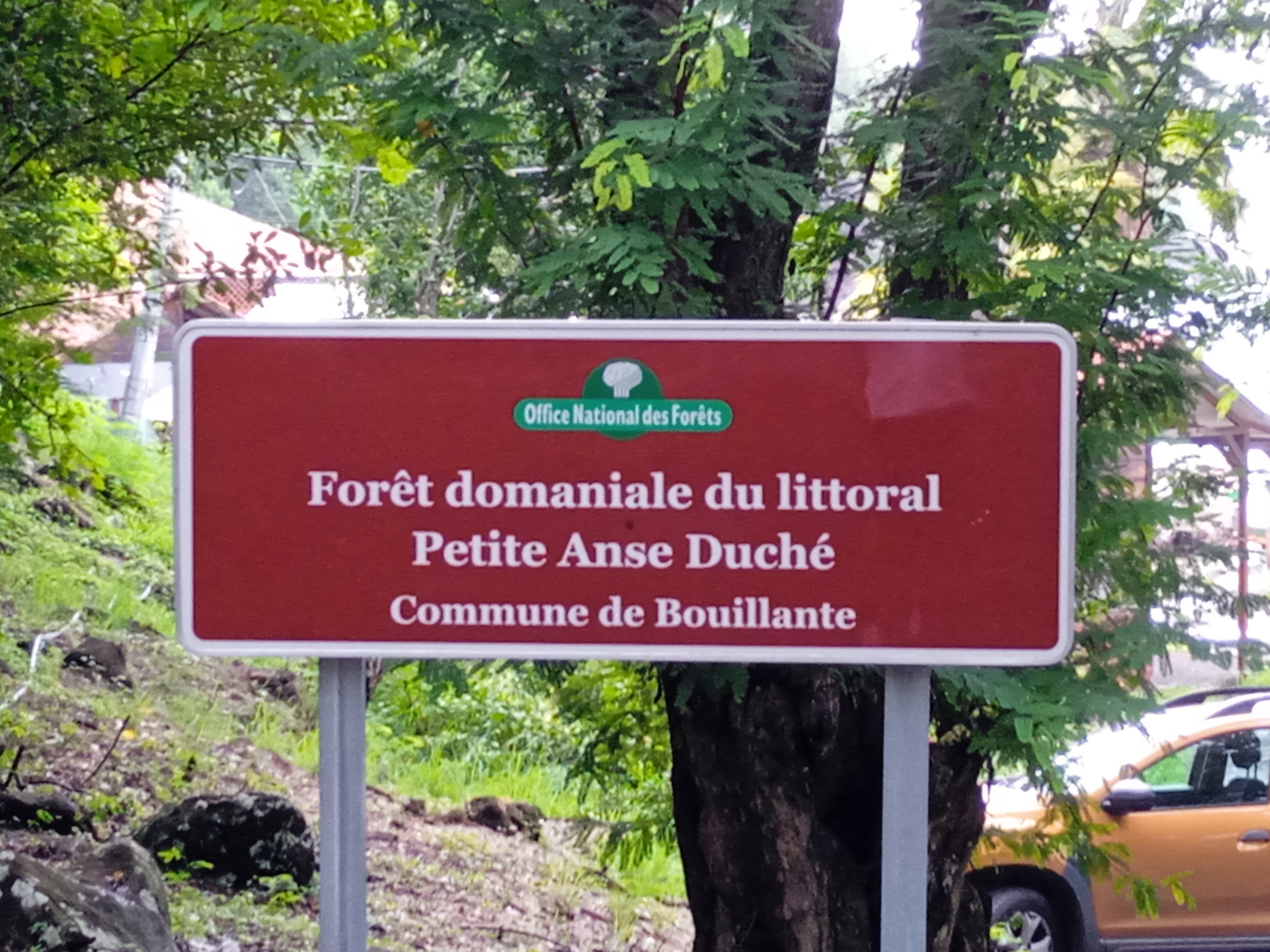
Panneau indiquant l'entrée dans la forêt domaniale du littoral de Petite Anse Duché.
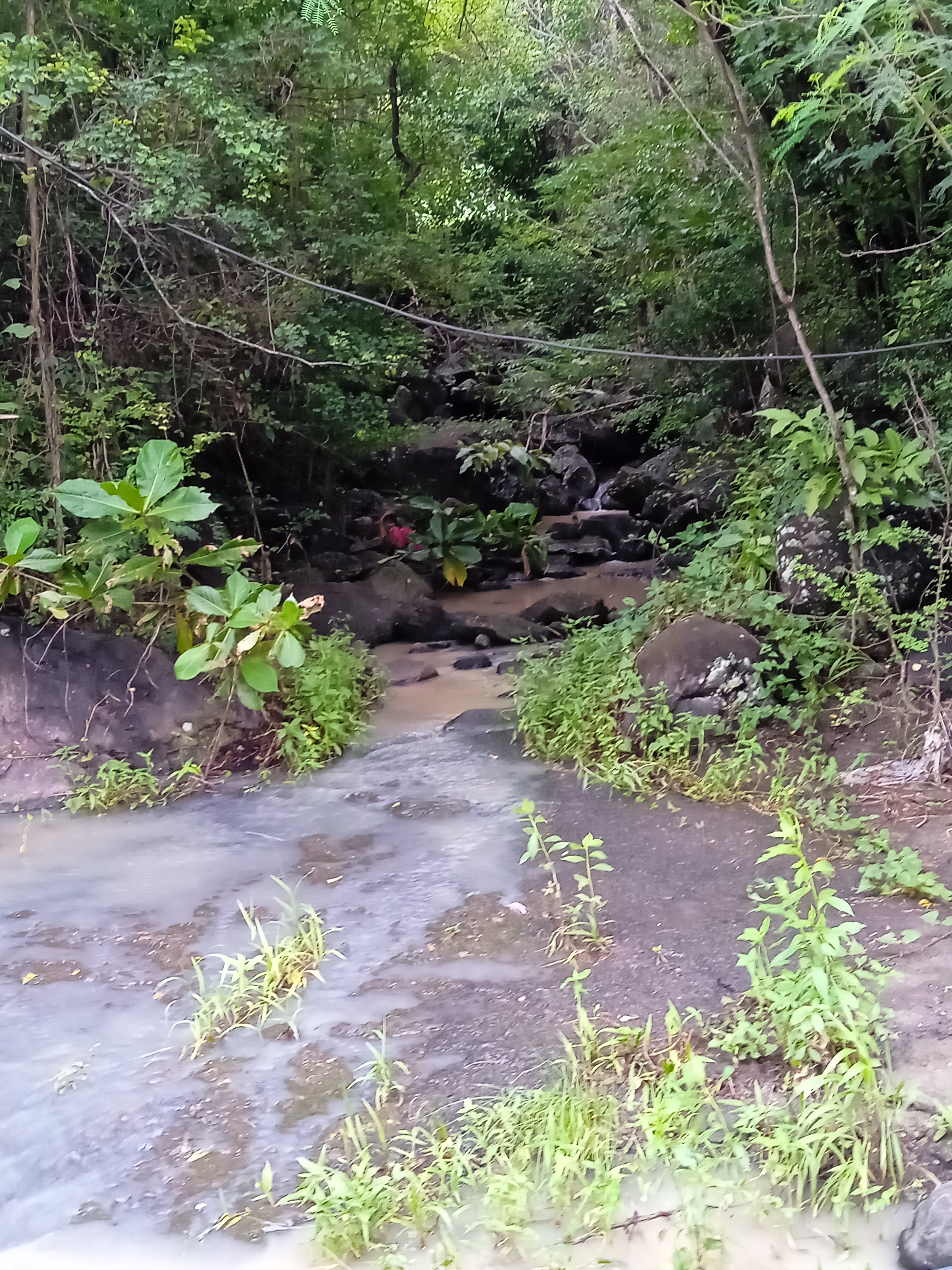
Ravine Duché.
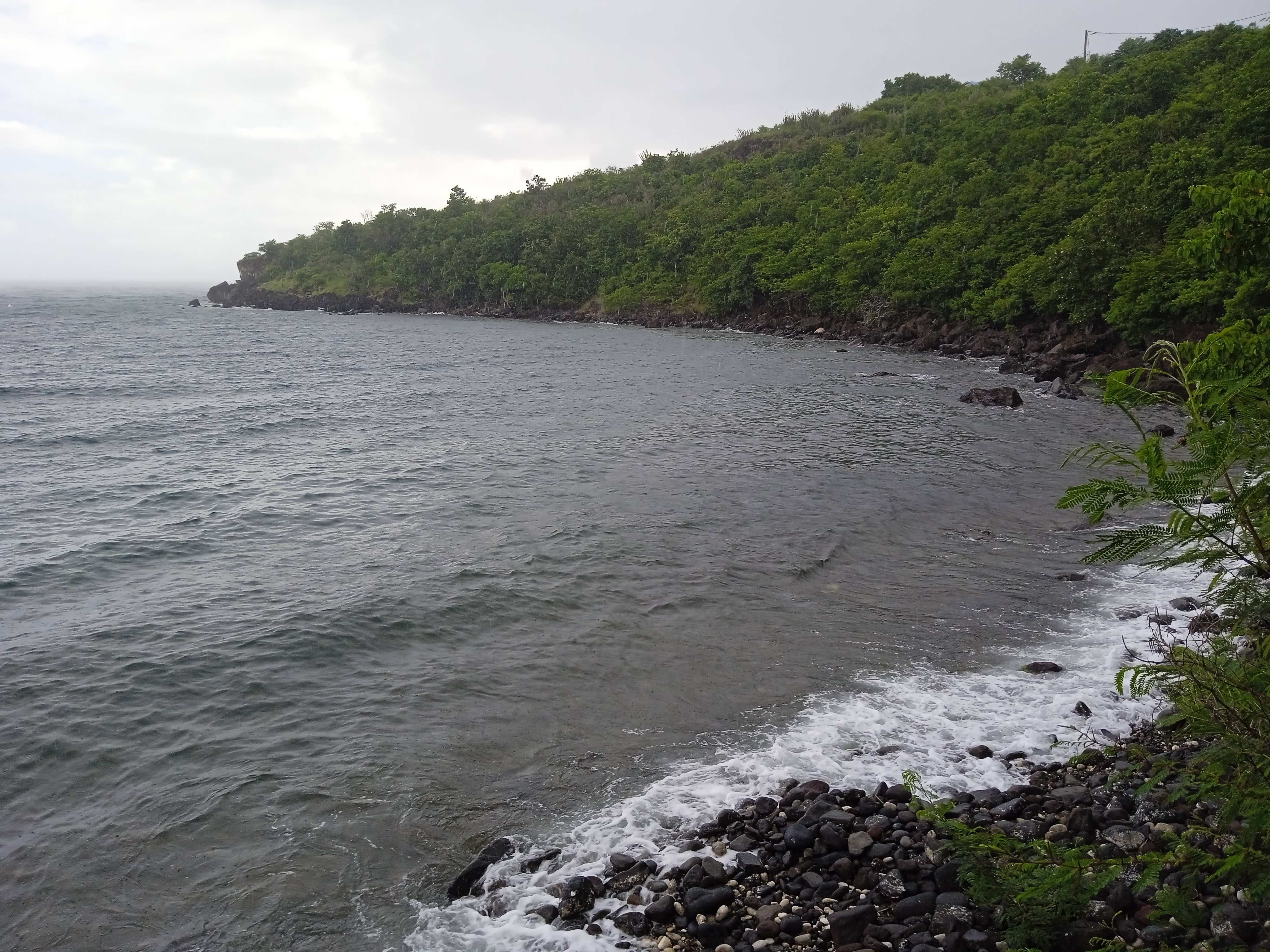
Petite anse Duché.